# Benito Juárez (La Concordia)
Benito Juárez es una localidad del estado mexicano de Chiapas. Es parte del municipio de La Concordia.

## Toponimia
El nombre de la localidad rinde homenaje a Benito Juárez, presidente de México durante la Guerra de Reforma.

## Demografía
| Gráfica de evolución demográfica |
|                                  |

| Censo | Población |
| ----- | --------- |
| 1900  | 507       |
| 1910  | 358       |
| 1921  | 128       |
| 1930  | 288       |
| 1940  | 425       |
| 1950  | 627       |
| 1960  | 844       |
| 1970  | 1 011     |
| 1980  | 1 732     |
| 1990  | 2 146     |
| 2000  | 2 671     |
| 2010  | 2 715     |
| 2020  | 3 051     |